# Hubert Baumgartner
Hubert Baumgartner (ur. 25 lutego 1955 w Wolfsbergu) – austriacki piłkarz występujący na pozycji bramkarza.

## Kariera klubowa
Baumgartner zawodową karierę rozpoczynał w 1973 roku w klubie Alpine Donawitz. W 1974 roku trafił do Austrii Wiedeń. W 1975 roku zdobył z nią mistrzostwo Austrii. Natomiast 1977 roku zwyciężył z nią w rozgrywkach Pucharu Austrii. W 1978 roku oraz w 1979 roku ponownie zdobył z zespołem mistrzostwo Austrii.
Latem 1979 roku Baumgartner odszedł do hiszpańskiego Recreativo Huelva z Segunda División. Spędził tam cztery lata. W 1983 roku powrócił do Austrii, gdzie został graczem Admira Wacker. W 1988 roku przeniósł się do VSE St. Pölten, gdzie w rok później zakończył karierę. Po zakończeniu kariery Baumgartner trenował VSE St. Pölten, Rapid Wiedeń, ponownie VSE St. Pölten, a także LASK Linz.

## Kariera reprezentacyjna
W reprezentacji Austrii Baumgartner rozegrał 1 spotkanie. Był to towarzyski mecz z Grecją (1:1), rozegrany 15 lutego 1978 roku. W tym samym roku został powołany do kadry na Mistrzostwa Świata. Nie zagrał jednak na nich ani razu, a z tamtego turnieju Austria odpadła po drugiej rundzie.